# ビジネスプロセス・リエンジニアリング
ビジネスプロセス・リエンジニアリング （英: Business Process Re-engineering、BPR）は企業活動をプロセスとして分析・理解・再構築して利益を最大化する活動である。

## 概要
ビジネスはプロセスからなるシステムとして理解できる（プロセスアプローチ）。このシステムは最終的に利益を出力するが、その大きさはシステム/プロセスの構造や効率によって決まる。昔から継ぎ足しされてきた組織は歪な構造をもち、不必要に細分化され、プロセス間がスムーズに繋がっていないかもしれない。ビジネスプロセス・リエンジニアリングはビジネスをシステムとして分析・理解・再構築（リエンジニアリング）して利益を最大化する活動である。
プロセス内の効率化（業務改善）はしばしば利益に貢献する。一方、システムのボトルネックが別の場所にあるために利益に貢献せず局所最適にしかならない場合もある。またどんなに各プロセスを効率化しても、システムの構造に問題があればそれが利益を制限してしまう。新しい技術の出現により、過去の最適が構造が陳腐化する場合もある。ビジネスプロセス・リエンジニアリングはシステムレベルでの再構築により問題点を解決する活動である。
システムの構造はコミュニケーションひいては組織構造に似る傾向があるため（コンウェイの法則）、古くからのビジネスシステムは組織構造と強固な関係を持つことが多い。ゆえにBPRの実行が組織の壁により進まない場合がある。トップマネジメントによる意志ある実行、あるいは改組を含めた実行が必要になる場合がある。
高度に専門化され、プロセスが分断された分業型組織を改革するため、組織やビジネスルールや手順を根本的に見直し、組織、職務、業務フロー、管理機構、情報システムを再設計し、最終的顧客に対する価値を生み出す一連の改革。

## 起源
この考え方は、元マサチューセッツ工科大学教授のマイケル・ハマーと経営コンサルタントのジェイムス・チャンピーが1993年に出版した著作「Reengineering the Corporation: A Manifesto for Business Revolution」により世界的に広まった。

## 分析手法
- 活動基準原価計算（ABC）

「活動（Activity）単位」に業務プロセスを分類して各々のコストを算出する。活動を構成する作業が、情報システムによって抜本的に刷新されれば、コスト削減効果として数値化できる。

例：コスト＝人及び設備の時間単価×時間×回数
- バランスト・スコアカード（BSC）

企業や組織のビジョンと戦略を、4つの視点から具体的なアクションへと変換して計画・管理し、戦略の立案と実行を支援するとともに戦略そのものも市場や環境の変化に合わせて柔軟に適合させるための経営戦略立案・実行評価のフレームワーク。